# Корчёвка (Новгородская область)
Корчёвка — деревня в Старорусском муниципальном районе Новгородской области, с весны 2010 года относится к Великосельскому сельскому поселению, прежде входила в ныне упразднённое Астриловское сельское поселение. На 1 января 2011 года постоянное население деревни — 14 жителей, число хозяйств — 7.
Деревня находится на Приильменской низменности на высоте 66 м над уровнем моря. Деревня расположена на реке Коростовка в 6 километрах к западу от деревни Астрилово. Выше по течению Коростовки, в 2 км к югу от Корчёвки находится Новая Деревня, а ниже по течению, в 2 км к востоку — деревня Большие Горки

## Население
| 2010 | 2011 | 2012 | 2013 |
| ---- | ---- | ---- | ---- |
| 15   | ↘14  | ↘11  | ↗14  |

## Транспорт
Есть прямое беспересадочное пассажирское автобусное сообщение с административным центром муниципального района — городом Старая Русса (маршрут № 138, Старая Русса — Селькава).